# Meilin, Anhui
Meilin är en köping i östra Kina. Den ligger i Ningguo i staden Xuancheng i provinsen Anhui, omkring 220 kilometer sydost om provinshuvudstaden Hefei. Antalet invånare är 16 180. Befolkningen består av 7 596 kvinnor och 8 584 män. Barn under 15 år utgör 11,0 %, vuxna 15-64 år 73 %, och äldre över 65 år 14,0 %.